# تا دو ران
تا دو ران (به لاتین: Tête de Ran) یک کوه در سوئیس است که در کانتون نوشاتل واقع شده‌است. تا دو ران ۱٬۴۲۲ متر بالاتر از سطح دریا واقع شده‌است.